# Fuglsang Kunstmuseum
Fuglsang Kunstmuseum er et af landets ældste kunstmuseer med en væsentlig samling af dansk kunst fra 1780 op til i dag. Museet ligger i tilknytning til herresædet Fuglsang, der er ejet af Det Classenske Fideicommis og ligger midtvejs mellem Nykøbing F og Nysted på Lolland-Falster
Museet rummer dansk kunst, malerier og skulpturer, fra slutningen af 1700-tallet til i dag. Hovedvægten ligger på perioden 1900-1950. Derudover ejer museet en stor samling af tegninger, akvareller og grafiske arbejder, primært fra det 20. århundrede.
Værker af kunstnere med biografisk tilhørsforhold til museets hjemegn eller kunst, der viser motiver herfra udgør et særligt arbejdsfelt for Fuglsang Kunstmuseum. Museet laver skiftende ophængninger af egne værker og viser desuden forskellige særudstillinger.

## Museets værker

### Malerier
Fuglsang Kunstmuseum ejer ca. 600 malerier. Heraf er meget få fra 1700-tallets slutning og en lille mængde fra 1800-tallets første halvdel (dansk guldalder). Fra tiden omkring 1900 ejer museet værker af en række betydelige danske malere (Jens Juel, P.C. Skovgaard, Kristian Zahrtmann, skagensmalerne, fynboerne, Theodor Philipsen, L.A. Ring, Vilhelm Hammershøi, Vilhelm Lundstrøm, Jais Nielsen, Olaf Rude, Asger Jorn, Ejler Bille, Robert Jacobsen m.fl.).

### Skulpturer og anden rumlig kunst
Museet ejer ca. 100 skulpturer, hovedsageligt i mindre format (statuetter, buster mv.) fra slutningen af 1800-tallet til 1950 med fokus på perioden 1930-50. Gottfred Eickhoff er med sine otte værker den bedst repræsenterede billedhugger i skulptursamlingen.

### Kunst på papir
Denne del af museets samling består af ca. 2800 blade, heraf en del tegninger og akvareller, men især grafiske arbejder. Fokus ligger i det 20. århundrede. Som supplement til den grafiske samling findes en mindre samling af bogværker med originalgrafik.

## Museets historie
Museet lå oprindeligt i Maribo og åbnede for offentligheden i 1890. Fra 1970 til 2006 under navnet Storstrøms Kunstmuseum, og delte en bygning lige ved banegården med Lolland-Falsters Stiftsmuseum (historisk museum).
Allerede i 1994 startede debatten om Storstrøms Kunstmuseums fremtid, idet Initativrådet i den daværende Nykøbing Falster Kommune fremlagde et forslag om et kunstens hus, der skulle ligge ved mundingen af Tingsted å og fungere som mere end blot et museum. Det stod klart at Storstrøms Kunstmuseum ikke kunne leve op til museumslovens krav om forskning, udvikling og formidling og Storstrøms Amtsråd tog i 1996 principbeslutning om at bygge et nyt museum. Derefter fremkom en del forslag til placering, men i 1997 løb en placering ved Fuglsang af med sejren. Derefter gik der 6 år uden nogen var i stand til at skaffe midler til byggeriet. En lokal gruppe med støtte af SN Kultur-og Erhvervsfond udviklede forskellige planer, men først da Fonden Realdania gav tilsagn om 50.000.000 kr. (senere hævet til 62.800.000 kr.), kom der igen gang i sagen. På kort tid lykkedes det derefter at skaffe 9.500.000 kr. fra kommunerne på Lolland-Falster, 12.600.000 kr. fra Storstrøms Amt og 10.400.000 kr. fra samt EU's Fond for Regional Udvikling. Fuglsang Gods, der ejes af Det Classenske Fideicommis, stillede desuden grunden til museet vederlagsfrit til rådighed.
Efter en arkitektkonkurrence blev den engelske arkitekt Tony Fretton valgt til at tegne museet. Byggeriet blev påbegyndt d. 7. august 2006 og den officielle indvielse fandt sted d. 26. januar 2008 i overværelse af Dronning Margrethe.
Det lykkedes ikke i første omgang at tilføje stedet andre aktiviteter. Dog har Ensemble Storstrøm i nogle år haft base på selve Fuglsangs hovedbygning og afholder koncerter, festivaler og forskellige andre musikalske aktiviteter der. Fuglsang har i øvrigt en fortid i kunstens tegn idet det i over 50 år var bolig for Bodil Hartmann (gift Neergaard) som var datter af komponisten Emil Hartmann og barnebarn af J.P.E. Hartmann. Desuden kan man nu fra panoramavinduer mod øst kigge ud over det samme landskab, Skejten, som maleren Olaf Rude har malet på Folketingets vægge.